# Ејмс (Тексас)
Ејмс (енгл. Ames) град је у америчкој савезној држави Тексас. По попису становништва из 2010. у њему је живело 1.003 становника.

## Демографија
Према попису становништва из 2010. у граду је живело 1.003 становника, што је 76 (7,0%) становника мање него 2000. године.
| Група             | 2000.       | 2010.       |
| Белци             | 74 (6,9%)   | 85 (8,5%)   |
| Афроамериканци    | 964 (89,3%) | 839 (83,6%) |
| Азијати           | 3 (0,3%)    | 1 (0,1%)    |
| Хиспаноамериканци | 17 (1,6%)   | 38 (3,8%)   |
| Укупно            | 1.079       | 1.003       |